# Niederbieber

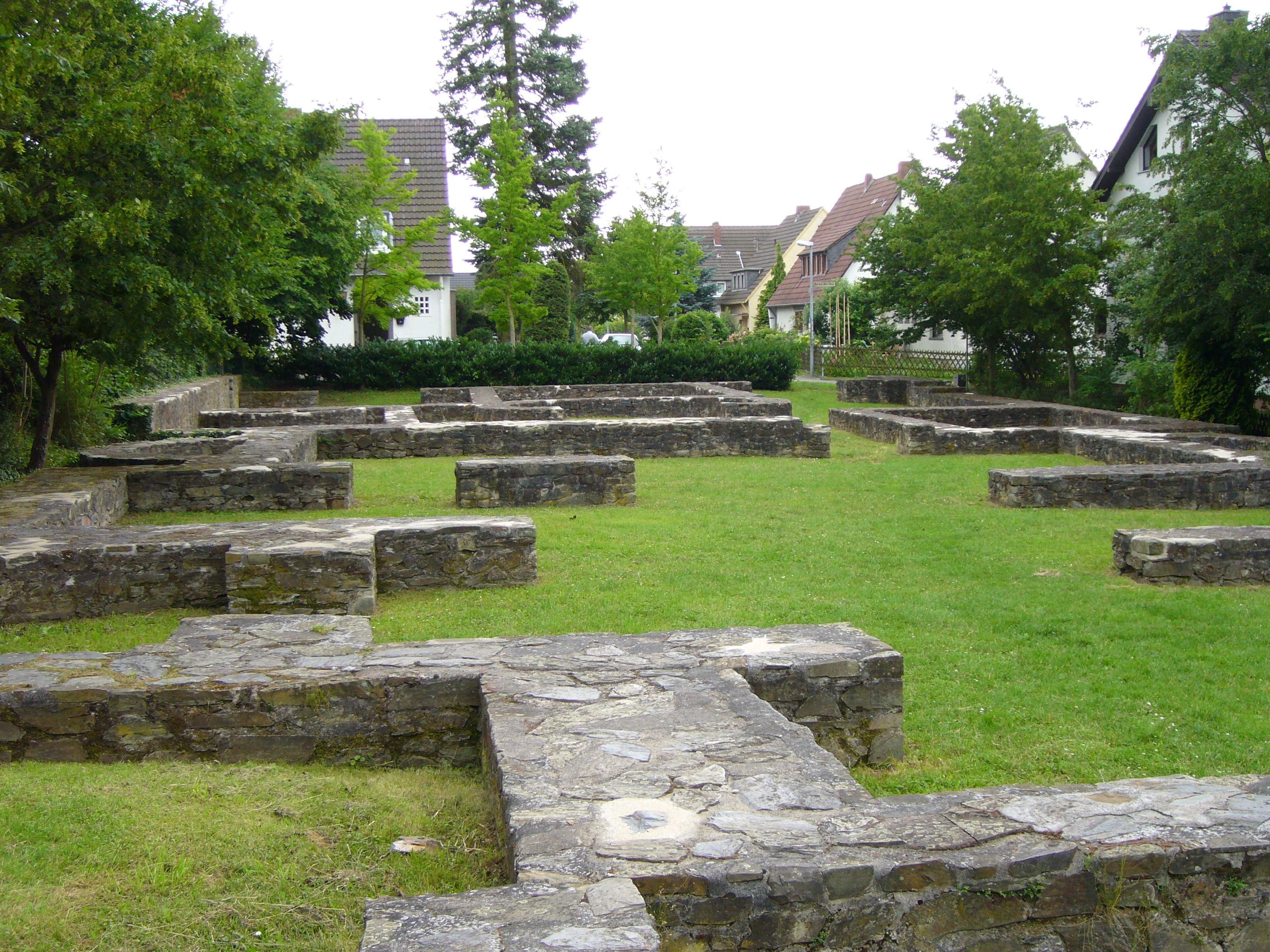
Grundmauern des Kastells Niederbieber

Niederbieber ist ein Stadtteil von Neuwied in Rheinland-Pfalz. Bis 1910 war Niederbieber eine eigenständige Gemeinde.

## Lage
Der Stadtteil liegt nördlich der Innenstadt am Zusammenfluss von Aubach und Wied. Nordöstlich von Niederbieber liegt der Stadtteil Oberbieber, im Südwesten der Stadtteil Irlich. Unmittelbar angrenzend sind im Westen der Stadtteil Rodenbach und im Nordwesten der Stadtteil Segendorf. Niederbieber liegt am Rand des Naturparks Rhein-Westerwald.

## Geschichte
Die frühesten Siedlungsreste von Niederbieber sind etwa 13.000 Jahre alt. Sie stammen von Jäger-Sammlern der sogenannten Federmesser-Gruppen. Der Fundplatz Niederbieber erbrachte wichtige Erkenntnisse zum Leben der Menschen am Ende der Eiszeit. Ausgrabungen und Forschungen in Niederbieber werden durch den nahegelegenen Forschungsbereich Altsteinzeit des Römisch-Germanischen Zentralmuseums in Schloss Monrepos durchgeführt.
Ausgrabungen zeigen, dass die Stelle des heutigen Niederbieber auch von Römern und Germanen besiedelt war. Es lag am römischen Limes und war Standort des Kastells Niederbieber, das etwa 185 n. Chr. erbaut und 260 n. Chr. von den Franken zerstört wurde. Erstmals urkundlich erwähnt wurde Niederbieber im Jahr 1204.

## Gemeinde Niederbieber

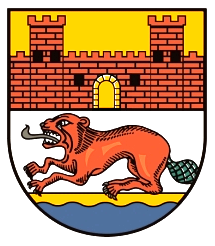
Wappen Niederbieber-Segendorf

Niederbieber gehörte zum Kirchspielgericht Bieber und bis 1806 zur Grafschaft Wied bzw. seit 1784 zum Fürstentum Wied-Neuwied. 1806 kam Niederbieber zum Herzogtum Nassau und 1815 zum Königreich Preußen. Unter der preußischen Verwaltung wurde Niederbieber eine Gemeinde im Standesherrlichen Kreis Neuwied, der zum Regierungsbezirk Koblenz und von 1822 an zur Rheinprovinz gehörte und von der Bürgermeisterei Heddesdorf (1927 umbenannt in Amt Heddesdorf) verwaltet wurde. Im Jahr 1910 wurden die Gemeinden Niederbieber und Segendorf zur Gemeinde Niederbieber-Segendorf zusammengefasst. Nach dem Zweiten Weltkrieg wurde die Verwaltung des Amtes Heddesdorf nach Niederbieber-Segendorf verlegt, 1957 ging das Amt Heddesdorf in das Amt Niederbieber-Segendorf und später in die gleichnamige Verbandsgemeinde über.
Im Zuge der Mitte der 1960er Jahre begonnenen rheinland-pfälzischen Gebiets- und Verwaltungsreform wurde durch das „Achte Landesgesetz über die Verwaltungsvereinfachung im Lande Rheinland-Pfalz“ vom 28. Juli 1970, das am 7. November 1970 in Kraft trat, die Gemeinde Niederbieber-Segendorf in die Stadt Neuwied eingegliedert. Mit Beschluss des Stadtrats Neuwied vom 22. Januar 1971 wurde Niederbieber ein Stadtteil, welcher durch einen Ortsbeirat und einen Ortsvorsteher vertreten wird.
Die doppeltürmige Tormauer im ehemaligen Wappen weist auf das Römerkastell in Niederbieber hin, der Biber ist ein Ortsnamenhinweis und der Wellenschildfuß symbolisiert den Aubach und die Wied.

## Politik

### Ortsbeirat
Der Ortsbeirat in Niederbieber besteht aus 8 Ratsmitgliedern, die bei der Kommunalwahl am 9. Juni 2024 in einer personalisierten Verhältniswahl gewählt wurden, und dem ehrenamtlichen Ortsvorsteher als Vorsitzendem.

### Ortsvorsteher
Ehrenamtlicher Ortsvorsteher seit 2019 ist Karl Heinz Troß (SPD).  Bei der Direktwahl am 9. Juni 2024 setzte er sich gegen einen Mitbewerber durch.

## Sehenswürdigkeiten
Römerkastell Niederbieber
Trotz späterer Überbauung des Geländes sind die Grundmauern des Römerbades heute gesichert und verschaffen einen Eindruck der imposanten Anlage.
Evangelische Kirche

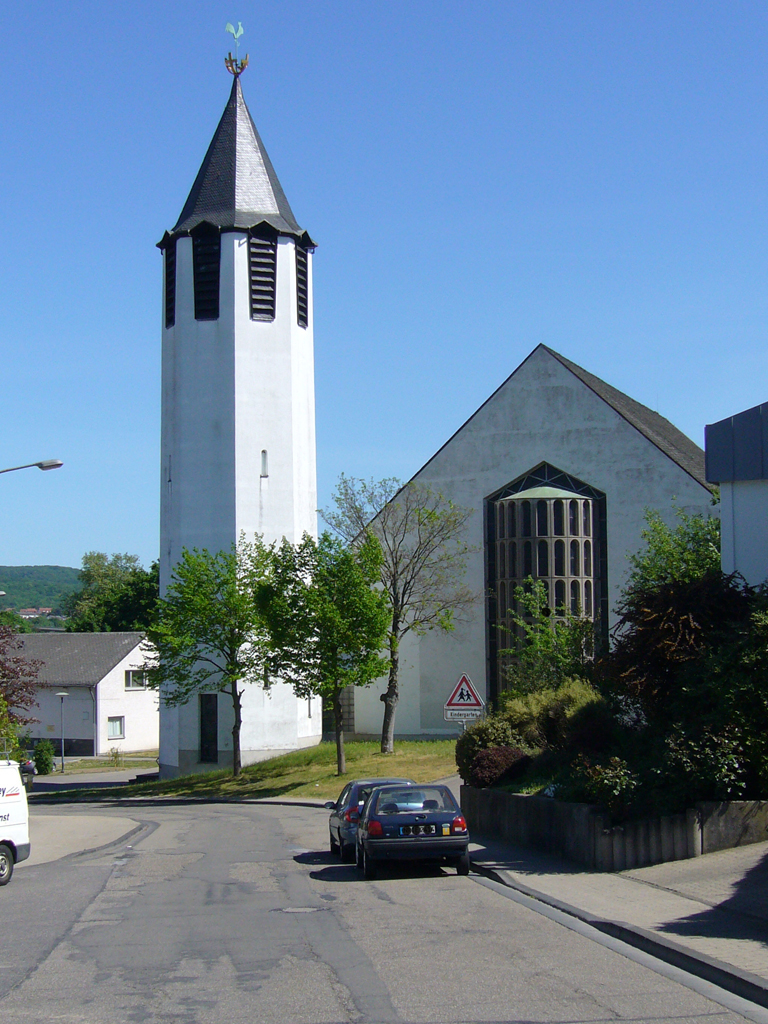
St. Bonifatius, Neuwied-Niederbieber

Der spätromanische Kirchenbau wurde im 13. Jahrhundert errichtet und war bis 1547 die katholische Pfarrkirche des Ortes. Bauliche Details lassen heute noch auf eine Marienverehrung schließen. Unter dem Altar wurde 1552 der auf Burg Altwied verstorbene Kölner Erzbischof und Reformator Hermann V. von Wied beigesetzt.
Altes Rat- und Backhaus, heute Dorfmuseum
Das dörfliche Gemeindehaus 1736 diente mehreren Zwecken zugleich: Rathaus, Schulhaus und Backhaus. Im Fachwerkobergeschoss mit dem Glockentürmchen tagte der Gemeinderat, im steinernen Unterbau buk die Gemeinde bis 1908 ihr Brot. Zuletzt wurde es bis 2005 als Wohnhaus genutzt, anschließend vom Verein Niederbieberer Bürger (VNB) aufgekauft und in ehrenamtlicher Arbeit zu einem Dorfmuseum umgebaut, welches 2007 seine Pforten öffnete.
Erdzeiten-Uhr
Auf diesem von Alfred Hörchner geschaffenen Kunstwerk mit einem Durchmesser von 1,5 m  ist der Werdegang und Ablauf unserer Erde analog zu den 24 Tagesstunden dargestellt.